# Осипов, Артём Сергеевич
Артём Сергеевич Осипов (род. 28 апреля 1996, Когалым, Тюменская область) — российский хоккеист, нападающий.

## Биография
Начинал играть в Когалыме, воспитанник подольского «Витязя». Начинал играть в команде МХЛ «Русские витязи» (2012/13 — 2016/17). В сезоне 2016/17 после игр в ВХЛ за ТХК перешёл в систему казанского «Ак Барса», где выступал за команды «Барс» (2016/17 — 2017/18, ВХЛ) и «Ирбис» (2016/17, МХЛ).
Играл в ВХЛ за «Нефтяник» Альметьевск (2018/19), «Ермак» Ангарск (2019), «Торпедо-Горький» (2020).
Игрок команд «Торунь» (Польша, 2020/21), «Могилёв» (Белоруссия, 2021/22, 2022/23), «Белый Барс» Белая Церковь (Украина, 2022), «Юность-Минск» (2023), «Неман» Гродно (обе — Белоруссия, с 2023/24).
Победитель хоккейного турнира Универсиады (2017).